# 荷姆茲甘戰役
荷姆茲甘戰役是指在224年4月28日，安息帝國與薩珊王朝在蘇薩地區（今伊朗舒什塔附近）爆發的重大戰役。安息帝國軍隊由國王阿爾達班四世領導，薩珊王朝軍隊則由沙阿阿爾達希爾一世及其兒子沙普爾一世領導。在長達1天的戰役中，阿爾達希爾一世的軍隊贏得勝利，最後一任安息帝國國王阿爾達班四世遭到殺害。隨著薩珊王朝軍隊在這場戰役中擊敗安息帝國軍隊，實際結束安息帝國近5個世紀對波斯的統治。在2年後，阿爾達希爾一世在前安息帝國首都帕提亞泰西封加冕成為「眾王之王」。這場戰役被波斯歷史研究認為是標誌著薩珊王朝正式開始，並統治波斯直到7世紀。

## 外部連結
- Book of the Deeds of Ardashir son of Babak （页面存档备份，存于）

32°03′00″N 48°51′00″E / 32.0500°N 48.8500°E